# ケースボーラー
ケースボーラー（ドイツ語：Karl Kässbohrer Fahrzeugwerke GmbH）は、バスやトレーラー、圧雪車などの特殊車両を製造していたドイツ、バーデン＝ヴュルテンベルク州ウルムにあった自動車メーカー。経済的理由から1995年に解散した。

## 概要
保有していたブランドは独立した企業として存続しており、オーストリアに本拠を置きトレーラーや特殊車両などの製造を行うケースボーラー・トランスポート・テクニック社（Kässbohrer Transport Technik）と共に車両開発を継続して行うほか、バーデン＝ヴュルテンベルク州ラウプハイムに本拠を置く圧雪車や不整地運搬車などの製造を行うケースボーラー・ゲレンデファールツォイク社（Kässbohrer Geländefahrzeug）に引き継がれている。
バス製造部門である（Kässbohrer Fahrzeugwerke）は1995年、当時のダイムラー・ベンツによって買収され、メルセデス・ベンツのバス車両部門と合併し、エボバス（EvoBus）社が設立された。2025年の時点でダイムラー・トラックの子会社として「ゼトラ」ブランドとしてバスの製造が行われている。

## 歴史

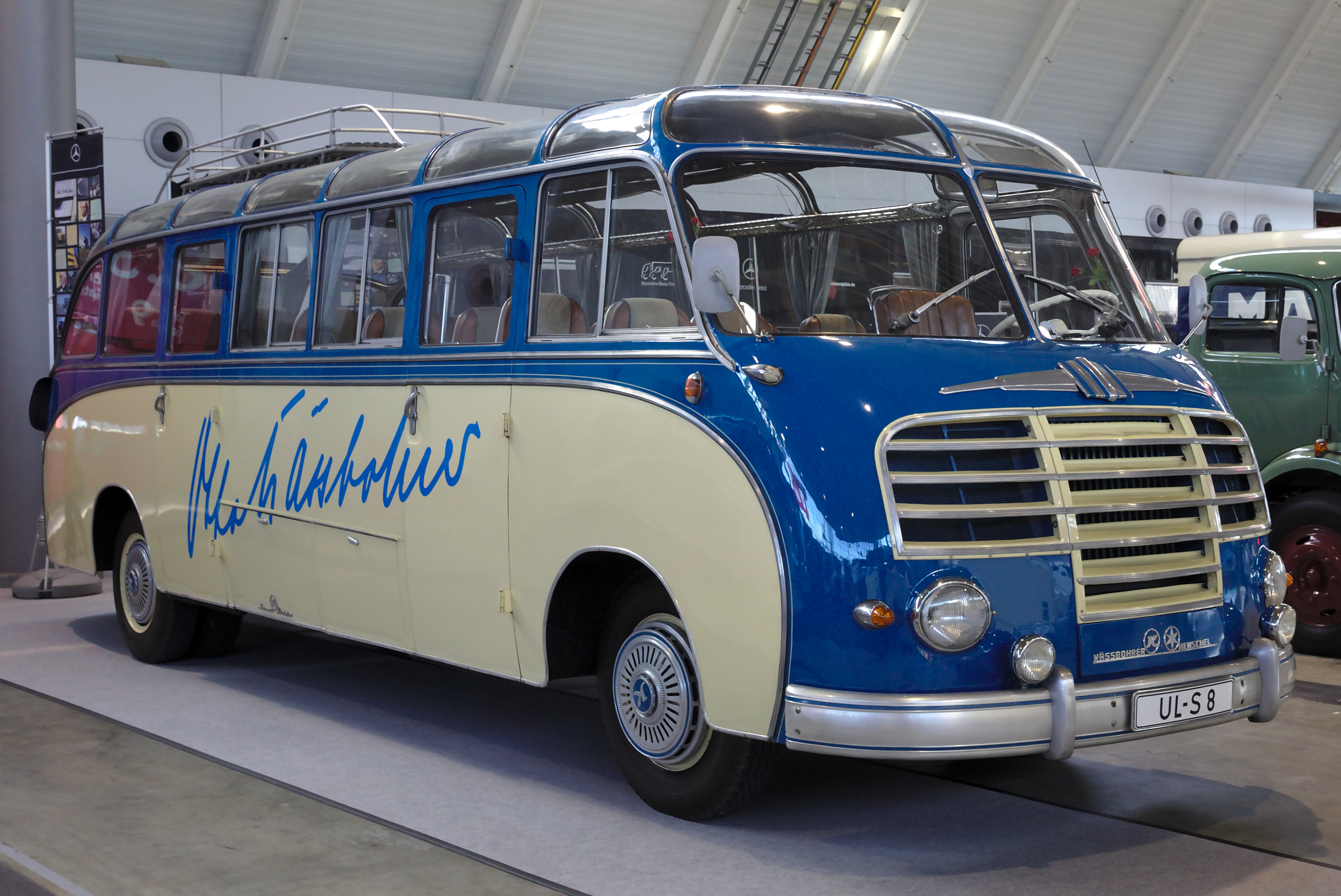
車体だけでなく全て一から手掛けた初となる自立式バス ゼトラ S 8

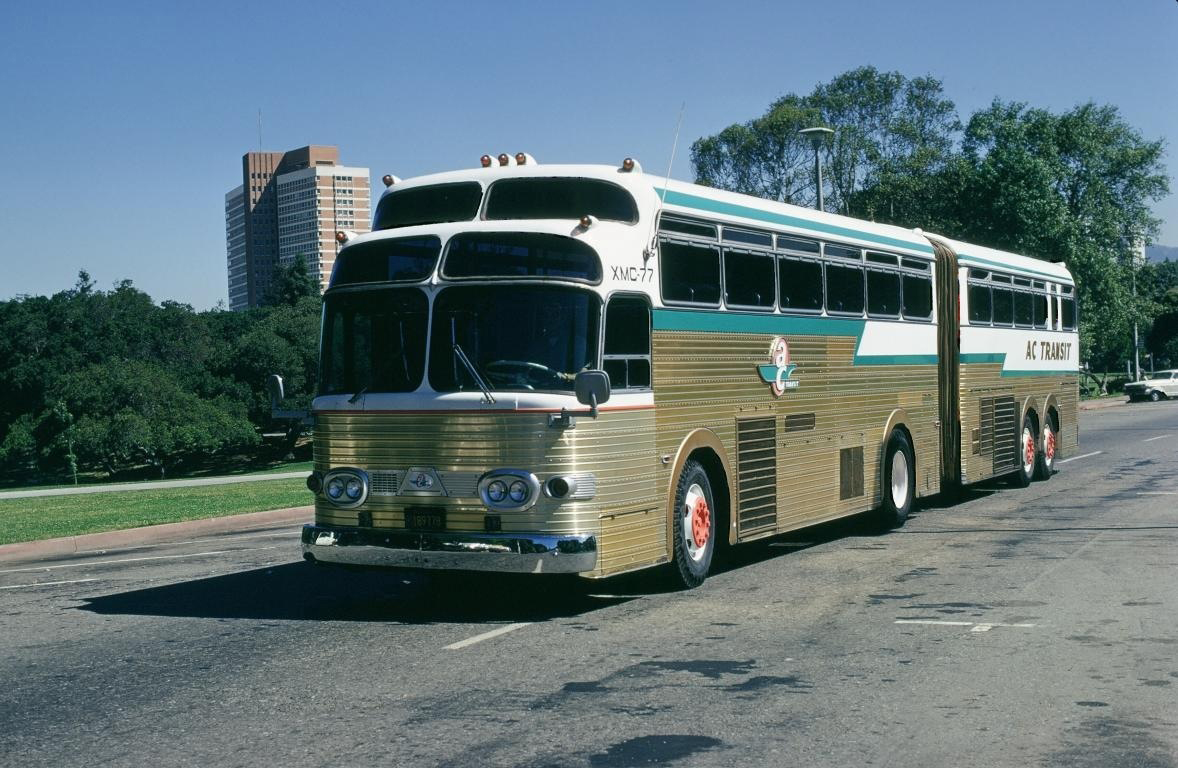
アメリカで採用された連接バス スーパーゴールデンイーグル号

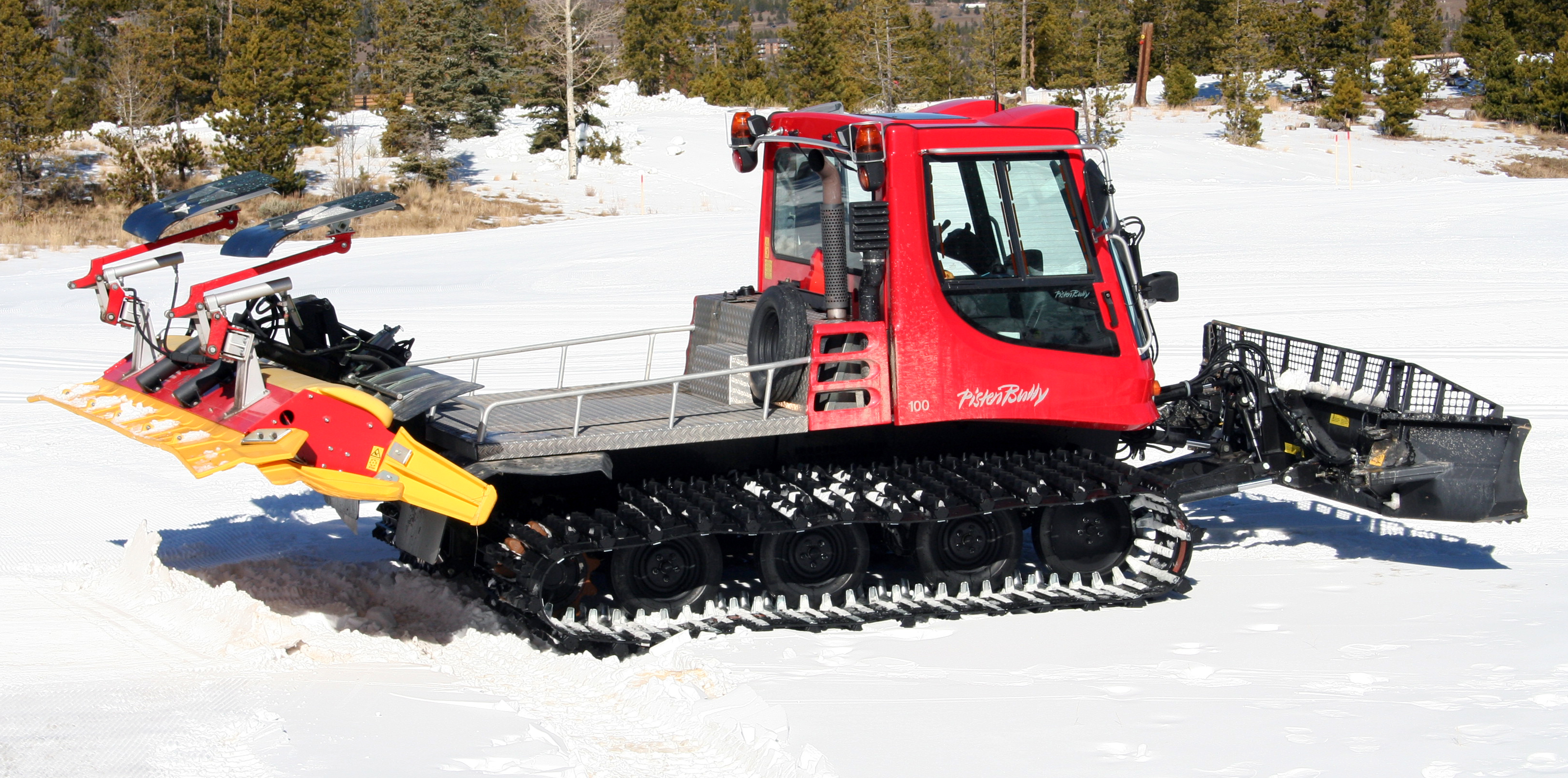
ピステンブーリー 100

1893年、カール・ハインリッヒ・ケースボーラーによってケースボーラー貨車工場（Wagenfabrik Kässbohrer）として創立し、1904年にウルムのノイシュタット（ニュータウン）に移転。1910年以降、複数の自動車製造会社からの受注により乗用車用の車体製造が開始された。1911年にはアドルフ・ザウラー社と共同設立したバス車体工場での製造が開始されており、旅客、貨物用途で数々の特許を取得している。1922年、創立者であるカール・ハインリッヒ・ケースボーラー死去。事業は2人の息子であるカールとオットーによって継承され、1924年には機械エンジニアであったカールによって特殊トレーラーの開発に成功している。その後、10年間に渡り近隣の車体製造企業やトレーラー製造会社などを買収し規模が拡大した。
第二次大戦中には1,500名の戦争捕虜などが強制労働者として徴用され、軍装備品などの生産が行われていたが、戦争末期には爆撃により設備の8割が破壊されている。
1948年の西ドイツの通貨改革後には850名程の従業員を抱えており、1951年には初となる自立式バスゼトラ「S8」の開発に成功。1952年には初となる連接式バス開発にも成功しており、この車両は国際市場向けにMANから販売され、アメリカでの長距離バス「ゴールデンイーグル号」として採用された。
1953年から1967年にかけ社内再編が行われており、ドイツ各地に支店を構え、ドイツ全土に修理などのサービスネットワーク網が確立された。この頃にはバスとトレーラー製造企業としてはドイツ国内で最大となり、1969年には製品ラインナップが拡充され、圧雪車ピステンブーリー（PistenBully）が追加されている。10年後には2,000台を超えるピステンブーリーが世界35か国で稼働している。
1980年代末には、約9,000名の従業員を抱えるドイツで2番目に大きな企業であった。しかし、経済のグローバル化と国際競争の激化により業績が悪化し、世界的な経済不況の煽りもあり大幅なリストラが開始された。これにより市場シェアが着実に減少し雇用も削減された。

### 解散
1993年に事業の売却が開始され、商用車向けの車体製造やトレーラー製造部門は競合他社であったケーゲル社に売却され、翌年には当時収益の柱であった圧雪車やビーチクリーナーなどの特殊車両部門が経営陣により買収され、ケースボーラー・ゲレンデファールツォイク社として独立し、1995年には残るバス部門がダイムラーによって買収され親会社は消滅した。